# 가쿠타 도시유키
가쿠타 도시유키(일본어: 角田 利之, かくた としゆき)는 코나미소속의 게임 음악작곡가로, 트랜스, 테크노풍의 음악을 자주 쓴다.
주로, L.E.D.(과거에는 L.E.D. LIGHT) 명의로 beatmania IIDX시리즈와 각종 BEMANI 시리즈에서 활동하고 있다.

## 약력
1999년 코나미 컴퓨터 엔터테인먼트 재팬에 입사 후, 2004년에 코나미 컴퓨터 엔터테인먼트 스튜디오에 이적. 이 후 코나미그룹의 합병에 의해 코나미 디지털 엔터테인먼트로 이적. beatmania IIDX 14 GOLD부터 정식으로 아케이드팀의 작곡가로서 활동을 시작한다. 가정용 beatmania IIDX 13 DistorteD부터 가정용 beatmania IIDX의 사운드 프로듀서를 담당하고 있다.
또, 2008년 5월 29일에는 자신 첫 번째 앨범 '電人 K (전인 K)'를 발매했다.
beatmania IIDX 18 Resort Anthem에서는 DJ Yoshitaka의 후임으로 사운드 디렉터를 맡고있다.

## 주요악곡
※() 안의 전자는 처음 수록된 게임명, 후자는 명의를 나타낸다.

### beatmania
- GENOM SCREAMS (GOTTAMIX/L.E.D. LIGHT)
- HELL SCAPER (GOTTAMIX/L.E.D. LIGHT-G)
- MIRACLE MOON ～L.E.D.LIGHT STYLE MIX～ (CS용 5thMIX/Togo Project feat. Sana)
- OVERBLAST!! (CS용 5thMIX/L.E.D. LIGHT)
- INFINITE PRAYER -floating flock style-(CS용 CLUB MIX/L.E.D. LIGHT feat. GORO)
- INFINITE PRAYER (GOTTAMIX2/L.E.D. LIGHT feat. GORO)
- SHOWDOWN TO LIVE (GOTTAMIX2/L.E.D. LIGHT VS. GUHROOVY fw/45)
- MGS2 Mission R (CS용 6thMIX+COREREMIX/L.E.D. LIGHT)

### beatmania IIDX
- substream
  - THE EARTH LIGHT (L.E.D. LIGHT)
- 4th Style
  - THE SHINING POLARIS (L.E.D. feat. Sana)
  - ErAseRmoToR maXimUM (L.E.D.-G with GUHROOVY)
  - THE BIG VOYAGER -INFINITE PRAYER REINTERPRETATION- (L.E.D.) - CS용 5th style에선 어레인지(Another보면만)도 수록
- 5th Style
  - LOVE IS DREAMINESS (L.E.D.-G VS. GUHROOVY fw/asuka)
  - SOMETHING WONDERFUL (L.E.D.) - CS용6th style에선 보컬판(Another보면만)도 수록
  - 電人イェーガーのテーマ (L.E.D.)
- 6th Style
  - HYPER BOUNDARY GATE (L.E.D. LIGHT)
  - OUTER LIMITS (L.E.D.-G) - 무비에도 실사로 참가
  - 合体せよ！ストロングイェーガー!! (L.E.D.)
- 8th Style
  - NEBULA GRASPER (L.E.D.)
  - STEP INTO THE NEW WORLD (L.E.D.-G VS GUHROOVY fw NO+CHIN)
  - エブリデイ・ラブリデイ -L.E.D.STYLE MIX- (Togo-chef feat. Sana)
- 9th Style
  - PHOTONGENIC (L.E.D. fw.堀澤麻衣子)
  - 炸裂!イェーガー電光チョップ!! (L.E.D.)
- 10th Style
  - GHOST REVIVAL (L.E.D.)
  - ACID VISION (L.E.D.)
  - IXION (L.E.D.)
- 11 IIDXRED
  - SOLITON BEAM (L.E.D.)
  - eRAseRmOToRpHAntOM (L.E.D.-G VS GUHROOVY) - 'ErAseRmoToR maXimUM'의 어나더버전
- 12 HAPPY SKY
  - DAWN -THE NEXT ENDEAVOUR- (L.E.D. fw.堀澤麻衣子)
  - LOVELY STORM -LOVE IS DREAMINESS RE-INTERPRETATION- (L.E.D.-G) - 'LOVE IS DREAMINESS'의 다른 버전
- 13 DistorteD
  - TYPE MARS (G-Style mix) (L.E.D.)
  - SOLID STATE SQUAD（kors k VS. L.E.D.） - kors k와의 공동작업
  - OUTER LIMITS ALTERNATIVE（L.E.D.-G） - 'OUTER LIMITS'의 어나더버전
  - QUANTUM TELEPORTATION（L.E.D.）
- 14 GOLD
  - 電人、暁に斃れる.(전인,새벽에 쓰러지다.) (L.E.D.-G)
  - LASER CRUSTER (L.E.D.)
  - GRID KNIGHT (SAW WAVE SQUAD)
  - SEQUENCE CAT (SLEDLAKE(SLAKE & L.E.D.)) - SLAKE와의 공동작업
  - THE DETONATOR (teranoid VS L.E.D.-G) - teranoid와의 공동작업
- 15 DJ TROOPERS
  - SOUND OF GIALLARHORN（L.E.D.-G） - 부제는 'THE SHARP STRIKER'
  - STEEL NEEDLE（Scorpion）
  - THE DEEP STRIKER（L.E.D.-G）
  - THE LAST STRIKER（L.E.D.） - 엔딩테마. CS용 beatmania IIDX 15 DJ TROOPERS에서는 플레이가능.
  - Cookie Bouquets（L.E.D. vs TOMOSUKE fw.crimm） - TOMOSUKE와의 공동작업
- 16 EMPRESS
  - JEWELLERY STORM（L.E.D-G fw.Eriko Tanzawa） - 앨범'電人 K (전인 K)'에 수록된 곡의 게임버전.
  - PSYCHE PLANET-GT（Remixed by L.E.D./Sota Fujimori의 리믹스) - Sota Fujimori의 앨범 'SYNTHESIZED'에 수록.
  - HYPERION（L.E.D.）
  - BITTER CHOCOLATE STRIKER (L.E.D.-G)
  - ERaSeR EnGinE DistorteD (L.E.D.-G VS GUHROOVY) - 앨범'電人 K (전인 K)'에 수록된 곡의 게임버전.
- 17 SIRIUS
  - DOMINION (L.E.D.-G) - CS용 beatmania IIDX 16 EMPRESS에서 선행공개
  - GALGALIM (L.E.D.)
  - spiral galaxy -L.E.D. STYLE SPREADING PARTICLE BEAM MIX- (Remixed by L.E.D.) - dj TAKA의 앨범 'milestone'에 수록.
  - EXUSIA (L.E.D.-G)
- 18 Resort Anthem
  - THE DOOR INTO RAINBOW (L.E.D.)
  - XANADU OF TWO (T.Kakuta With Starving Trancer + 모리나카 마유미)
  - ELECTRIC MASSIVE DIVER (L.E.D-G)
  - THE BLACK KNIGHT (L.E.D.)
  - PARADISE LOST (Ryu☆ vs. L.E.D.-G) - Ryu☆와의 공동작업

### pop'n music
- SoulOnFire (15 ADVENTURE/L.E.D.-G VS GUHROOVY fw.NO+CHIN)
- CHIP'N'RIDDIM (16 PARTY/L.E.D.-G)
- PACEM (17 THE MOVIE/L.E.D. fw. 호리사와 마이코)
- AKATSUKI (18 전국열전/L.E.D. Vs. GHUROOVY)
- MVA (19 TUNE STREET/L.E.D.-G)

### GuitarFreaks&DrumMania
- ERASER ENGINE (CS용 GuitarFreaks 2ndMIX/L.E.D.LIGHT vs. GUHROOVY:CS용DrumMania/DMX)
- MEMBER INTRODUCTION (CS용 GuitarFreaks 2ndMIX/K.S.T.BAND)
- COMPLETE CONQUEST (CS용 GUITARFREAKS 4thMIX & drummania 3rdMIX/L.E.D. LIGHT VS. GUHROOVY fw/45)
- FIGHT FOR YOUR LIFE（V4 Яock×Rock/L.E.D.-G vs. GUHROOVY fw NO+CHIN）
- LAST SCENE（V5 Rock to Infinity: L.E.D. VS GUHROOVY fw NO+CHIN）

### Dance Dance Revolution
- Insaner (L.E.D.'s Punishment Remix) (UltraMIX4/Jondi & Spesh) - 해외수출용
- IF YOU WERE HERE(L.E.D. -G STYLE MIX) (X2:JENNIFER) - 댄스매니아에 수록된 곡과 같은곡.

### jubeat
- coming true (ripples/GUHROOVY fw. L.E.D)
- STELLAR WIND (knit append/L.E.D.)
- WONDER WALKER (copious/L.E.D.)

### REFLEC BEAT
- THE FALLEN (REFLEC BEAT/L.E.D.-G)
- TITANS RETURN (REFLEC BEAT limelight/L.E.D.)

### 電人K(전인K)(Disc1)
- INTRO (GUHROOVY fw.NO+CHIN)
- THE DEEP STRIKER (H.W.S.) (L.E.D.-G)
- PHOTONGENIC (L.E.D. fw.호리사와 마이코)
- IXION (L.E.D.)
- THE DETONATOR (teranoid VS L.E.D.-G) - teranoid와의 공동작업
- ERaSeR EnGinE DistorteD (L.E.D.-G VS GUHROOVY)
- DAWN-THE NEXT ENDEAVOUR- (L.E.D. fw.호리사와 마이코)
- NEBULA GRASPER (L.E.D.)
- JEWELLERY STORM (L.E.D.-G)
- THE EARTH LIGHT (L.E.D.)
- SOLID STATE SQUAD (kors k VS L.E.D.) - kors k와의 공동작업
- ACID IMMORTAL (L.E.D.-G)
- THE SHARP STRIKER (L.E.D.-G) - SOUND OF GIALLARHORN'의 다른이름
- STEEL NEEDLE (L.E.D.-G	)
- THE LAST STRIKER (L.E.D.-G)

### 그 외
- spiral galaxy -L.E.D. STYLE SPREADING PARTICLE BEAM MIX- (L.E.D. / dj TAKA의 오리지널 앨범「milestone」Disc2에 수록）
- PSYCHE PLANET-GT (L.E.D. / Sota Fujimori의 오리지널 앨범'SYNTHESIZED'Disc2에 수록）
- Aurora -COLD DISTRICTS TYPE L.E.D.-G MIX- (L.E.D.-G / Ryu☆의 오리지널 앨범'starmine'Disc2에 수록)
- TEARS FOR THE TIME (kors k VS L.E.D. / 'beatmania IIDX -SUPER BEST BOX-'BONUS DISC수록) - kors k와의 공동작업
- Emission High Energy (kors k VS L.E.D. / kors k의 오리지널 앨범'Ways For Liberation'DISC2수록) - kors k와의 공동작업

### BEMANI이외의 작품
- ANUBIS ZONE OF THE ENDERS
- METAL GEAR SOLID THE TWIN SNAKES
- METAL GEAR SOLID2 SONS OF LIBERTY

## 그 외
- 원래 GRASSHOPPER MANUFACTURE의 작곡가인 타카다 마사후미와는 코나미 입사전부터 친한 사이이다.
- 그의 음악의 격렬한 곡조와는 상상할 수 없을 정도로 수줍음을 많이타고, 온화하고 성실한 인품을 가지고있다.
- 자신의 곡을 듣는 것으로 한층 더 음악에 흥미를 가지면 좋겠다는 소망을 가지고 작곡에 임하고 있다
- 楽曲制作の際は自分の中で'キテ'いるジャンルを取り入れる。DJT制作時はハードコア寄りの楽曲が多かったが、次は変わるかもしれない、と発言
- 콜라보레이션기획으로 SLAKE와 짠 유닛 'SLEDLAKE'는 향후도 계속 활동할 예정이라는 발언이 있다. 어두운 곡을 만들 예정이지만 "예정은 미정"
- 자신의 과거곡을 리믹스 하는 경우엔 대담하게 재구축(이른바 원곡파괴 리믹스)한다. (단, 타인의 곡을 리믹스 하는 경우는 원곡에 충실한 내용으로 리믹스 하는 것이 많다.)
- HELL SCAPER의 장르 표기가 「GABBAH」로 잘못 표기되고 있던 것은 유명한 이야기이지만 (본래개버는 GABBA, 혹은 GABBER가 올바르다), 가쿠타 도시유키 왈 "'GABBAH'라고 하는 표기는 미스프린트는 아니다". DJ 테크노우치는 이 곡을 계기로 하드코어 테크노에 눈을 떠 현재는 일본의 하드코어 테크노의 중심에 있는 것과 동시에, beatmaniaIIDX에 악곡을 제공하기에 이르렀다.[1] 도시유키는 "(DJ 테크노우치가) 좀 더 유명해지면, "TECHNORCH는 내가 길렀다"라고 할까"라고 전인K 발매 기념의 DJ 테크노우치와의 대담에서 말하기도 했다.